# Capitolazioni dell'Impero ottomano

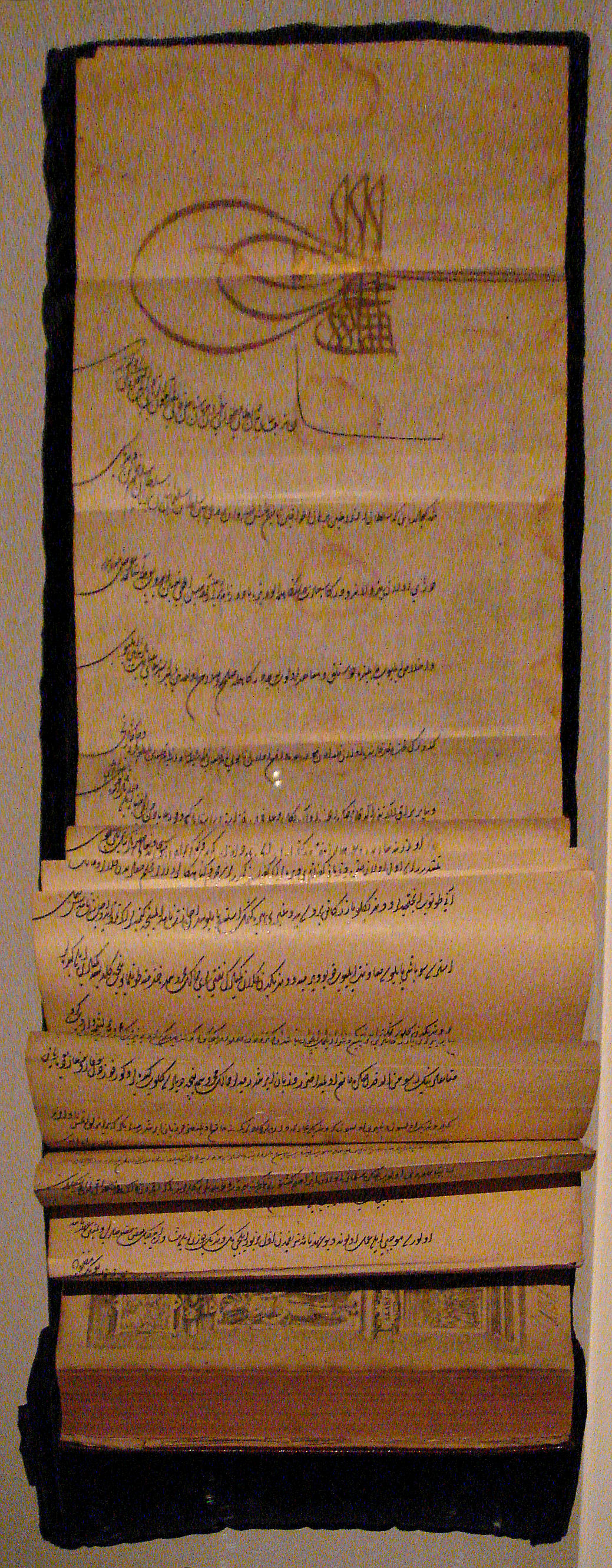
La capitolazione che diede avvio alla ripresa dei commerci fra Venezia e l'Impero ottomano, dopo l'intesa del 2 ottobre 1540, a seguito della battaglia di Prevesa

Le capitolazioni dell'Impero ottomano erano contratti conclusi tra l'Impero ottomano e varie potenze europee e costituivano contratti giuridici veri e propri per cui i sultani ottomani accordavano diritti e privilegi agli stati cristiani in favore dei sudditi di questi ultimi, presenti a diverso titolo sul territorio ottomano, come una sorta di estensione dei diritti e privilegi di cui quelle stesse potenze europee avevano goduto all'epoca dell'Impero bizantino, poi conquistato dagli Ottomani.

## Status
La natura delle capitolazioni va esaminata in base a due aspetti distinti: in turco-ottomano la parola utilizzata era ʿahd nameh, mentre un "trattato" era indicato come muʿahad. La prima parola aveva un significato di "concessione", mentre la seconda indica un impegno reciproco. Tuttavia, anche se, per la loro controversa natura, non si possa comprendere le capitolazioni turche nell'ambito del diritto internazionale, a seguito delle successive e reiterate conferme pattizie, esse finirono per attribuire dei diritti perfetti e non mere concessioni octroyées del sultano.
Le capitolazioni turche, infatti, pur definite ʿahd nameh, erano in genere atti giuridici bilaterali in cui trovavano acconcia sistemazione gli accordi intervenuti tra le parti contraenti, e facevano quindi parte del diritto internazionale pattizio. In base alle capitolazioni e ai successivi trattati di conferma delle stesse, realizzati tra la Sublime porta e gli altri Stati, gli stranieri residenti in Turchia risultavano sottoposti alle leggi dei rispettivi Paesi.
Tale interpretazione, tuttavia, non era comunemente accettata dall'Impero ottomano, che considerava il regime capitolare come una particolare forma del diritto interno, in quanto genericamente previsto dalla legislazione islamica che accordava alle popolazioni non-musulmane una semi-autonomia per le questioni riguardanti il loro status personale.

## Storia

### Capitolazioni tra gli Stati italiani e l'Impero ottomano
Le capitolazioni traevano origine dal regime giuridico delle concessioni territoriali che le repubbliche marinare avevano ottenuto dall'Impero bizantino per la fondazione delle loro basi commerciali. In tali insediamenti, era riconosciuta ai cittadini di tali repubbliche la libertà di commercio e il diritto di essere sottoposti alle giurisdizioni nazionali.
Con la progressiva espansione del dominio ottomano, i privilegi delle antiche "colonie" straniere furono spesso confermati in base ad accordi con le autorità musulmane, le quali, infatti, erano autorizzate a concedere la speciale "protezione" (dhimma)  che legislazione islamica riconosce agli Ahl al-Kitāb (in arabo أهل الكتاب‎?), lett. "gente del libro", cioè ai fedeli di quelle religioni che fanno riferimento a testi ritenuti di origine divina dallo stesso Islam: Tōrāh per gli ebrei, Injīl per i cristiani, ecc., in cambio di una generica lealtà nei confronti della umma islamica dal punto di vista esclusivamente politico. Al cristiano (o all'ebreo) la legge islamica garantiva libertà di culto, la gestione e il restauro dei loro luoghi sacri (sia pur limitata alle sole edificazioni esistenti) e l'auto-amministrazione per quanto attiene alcuni diritti della persona, patrimoniali e commerciali. La prima di queste concessioni sembra che sia stata ottenuta dalla Repubblica di Pisa nel 1173 dal sultano Saladino.
Nel 1453, con la conquista turca di Costantinopoli, i genovesi dell'insediamento coloniale di Galata, situato nella sponda opposta del Corno d'Oro, contrattarono con il sultano Maometto II un regime capitolare che confermava tutti i privilegi esistenti e ne otteneva di nuovi, da applicarsi a tutti i cittadini della repubblica residenti nell'impero. L'anno successivo (1454) anche il veneziano Bartolomeo Marcello stipulò una analoga capitolazione per i cittadini della Serenissima. Anche Firenze ebbe le sue capitolazioni, come pure Ancona, e queste antiche capitolazioni furono poi di modello a quelle che stipulò la Francia nel 1535 e più tardi l'Austria.
Nel 1566, con la conquista turca del più importante possedimento genovese nel Mar Egeo e cioè dell'isola di Chio, il sultano ottomano concesse all'intera “nazione latina” esistente nell'Impero (cioè i cattolici) il particolare regime capitolare della giurisdizione esclusiva e diretta del papa. Successivamente, il regime capitolare si estese anche ai sudditi del Regno delle due Sicilie e del Regno di Sardegna,  e quindi del Regno d'Italia, residenti nell'Impero ottomano.

### Capitolazioni con la Francia

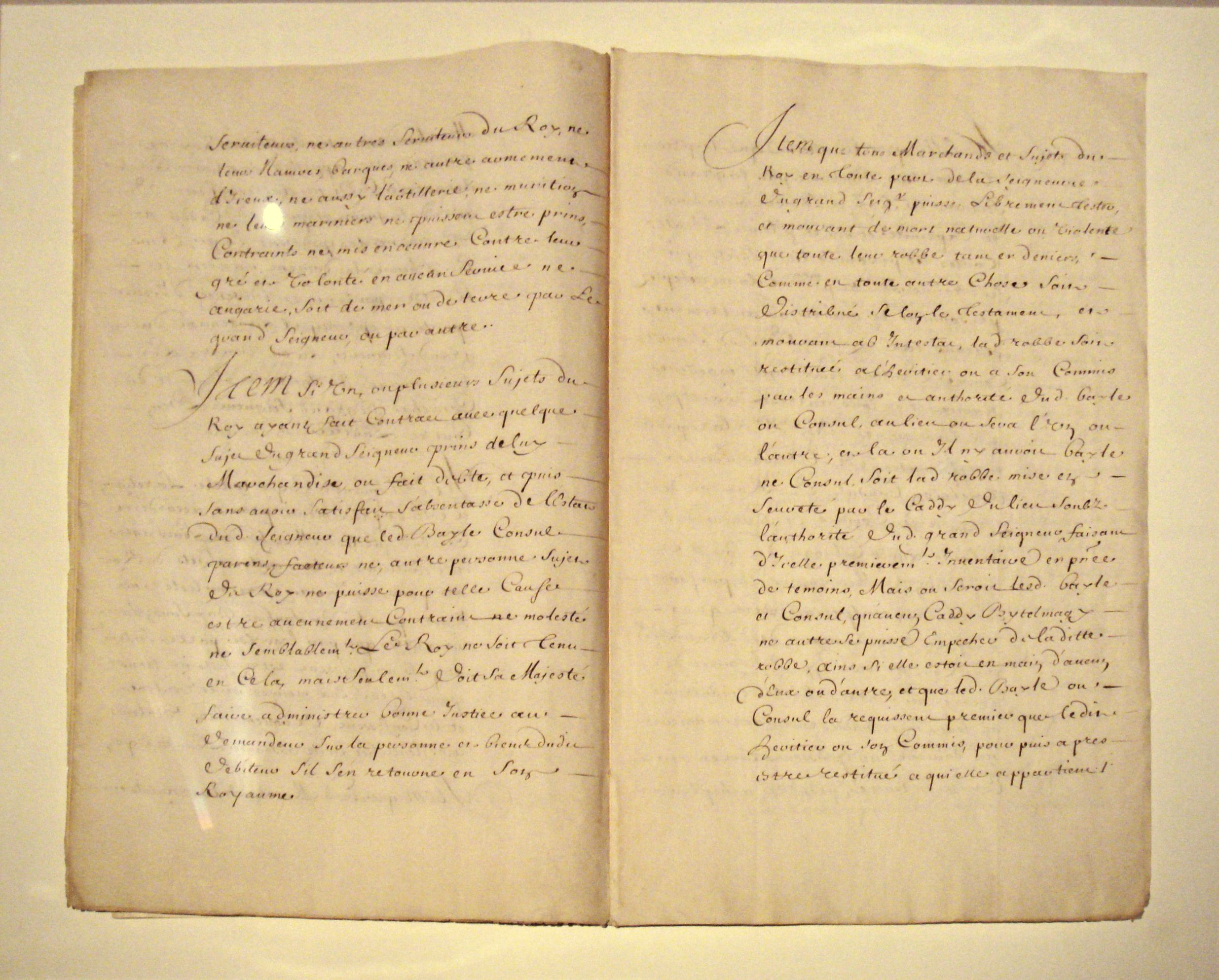
Bozza del 1536 del Trattato o Capitolazione negoziato fra l'ambasciatore francese Jean de La Forêt e Ibrahim Pascià, pochi giorni prima del suo assassinio, espandendo all'intero Impero ottomano i privilegi ricevuti in Egitto dai mamelucchi prima del 1518.

La Francia aveva già firmato un primo trattato o capitulations con il Sultanato mamelucco del Cairo nel 1500, durante il regno di Luigi XII, con il quale il sultano d'Egitto faceva alcune concessioni ai francesi e ai catalani. Questo trattato venne confermato dall'Impero ottomano quando conquistò il Sultanato mamelucco nel 1517, a seguito della guerra turco-mamelucca.
Francesco I fu il primo re di Francia che strinse un'alleanza con l'Impero ottomano, portando all'alleanza franco-ottomana. A ciò fu sollecitato non dallo spirito crociato, ma dal desiderio di rompere in Europa il potere dominante della casa imperiale degli Asburgo d'Austria: obbligando l'Austria ad usare le sue forze per la difesa contro i turchi in Oriente, sperava di indebolirla e metterla in condizione di non aumentare o mantenere il suo potere in Occidente.
Gli altri re francesi fino a Luigi XV seguirono la stessa politica, che, qualunque siano le critiche in merito, fu favorevole al cristianesimo nel Levante; difendendo gli interessi con zelo cristiano presso la Sublime porta, speravano di giustificare la loro alleanza con gli infedeli, che era una fonte di scandalo anche in Francia. Già nel 1528, Francesco I si era appellato a Solimano il Magnifico per ripristinare ai cristiani di Gerusalemme una chiesa, che i turchi avevano trasformato in moschea. Il sultano si rifiutò sulla base del fatto che la sua religione non avrebbe permesso l'alterazione dell'uso di una moschea, ma promise di mantenere i cristiani in possesso di tutti gli altri luoghi occupati da loro e di difenderli contro ogni oppressione.
Tuttavia, la religione non fu oggetto di una convenzione formale tra la Francia e l'Impero ottomano prima del 1604, quando Enrico IV di Francia ebbe assicurato da Ahmed I l'inserimento, nelle capitolazioni del 20 maggio, di due clausole relative alla protezione dei pellegrini e dei religiosi in carica della basilica del Santo Sepolcro: «Articolo IV - Desideriamo e comandiamo che i sudditi di detto imperatore [sic] di Francia, e quelli dei principi che sono i suoi amici e alleati, possono essere liberi di visitare il Luoghi Santi di Gerusalemme, e nessuno deve cercare di impedirglielo né procurargli danno»; «Articolo V. Inoltre, per l'onore e l'amicizia di questo imperatore, desideriamo che la vita religiosa a Gerusalemme e coloro che servono la chiesa di Comane [la resurrezione] possano abitare lì, andare e venire senza alcun impedimento, ed essere ben accolti, protetti, assistiti e aiutati in considerazione di quanto sopra».
È interessante notare che gli stessi vantaggi erano previsti sia per i francesi che per gli amici e alleati della Francia, ma per questi ultimi in considerazione della raccomandazione della Francia.
Il risultato di questa amicizia fu lo sviluppo delle missioni cattoliche, che iniziò a fiorire con l'assistenza di Enrico IV di Borbone e di suo figlio Luigi XIII di Francia e attraverso lo zelo dei missionari francesi. Prima della metà del XVII secolo, vari ordini religiosi (cappuccini, carmelitani, domenicani, francescani e gesuiti) inviarono, come cappellani degli ambasciatori e consoli francesi, loro rappresentanti nelle principali città ottomane (Costantinopoli, Alessandria, Smirne, Aleppo, Damasco, ecc), in Libano e nelle isole dell'Egeo. Essi si impegnarono a riunire i cattolici, ad istruirli e confermarli nella fede cattolica, aprirono scuole che erano aperte ai bambini di tutti i riti cristiani e si adoperarono per migliorare le condizioni dei cristiani nelle carceri turche e curare i malati.

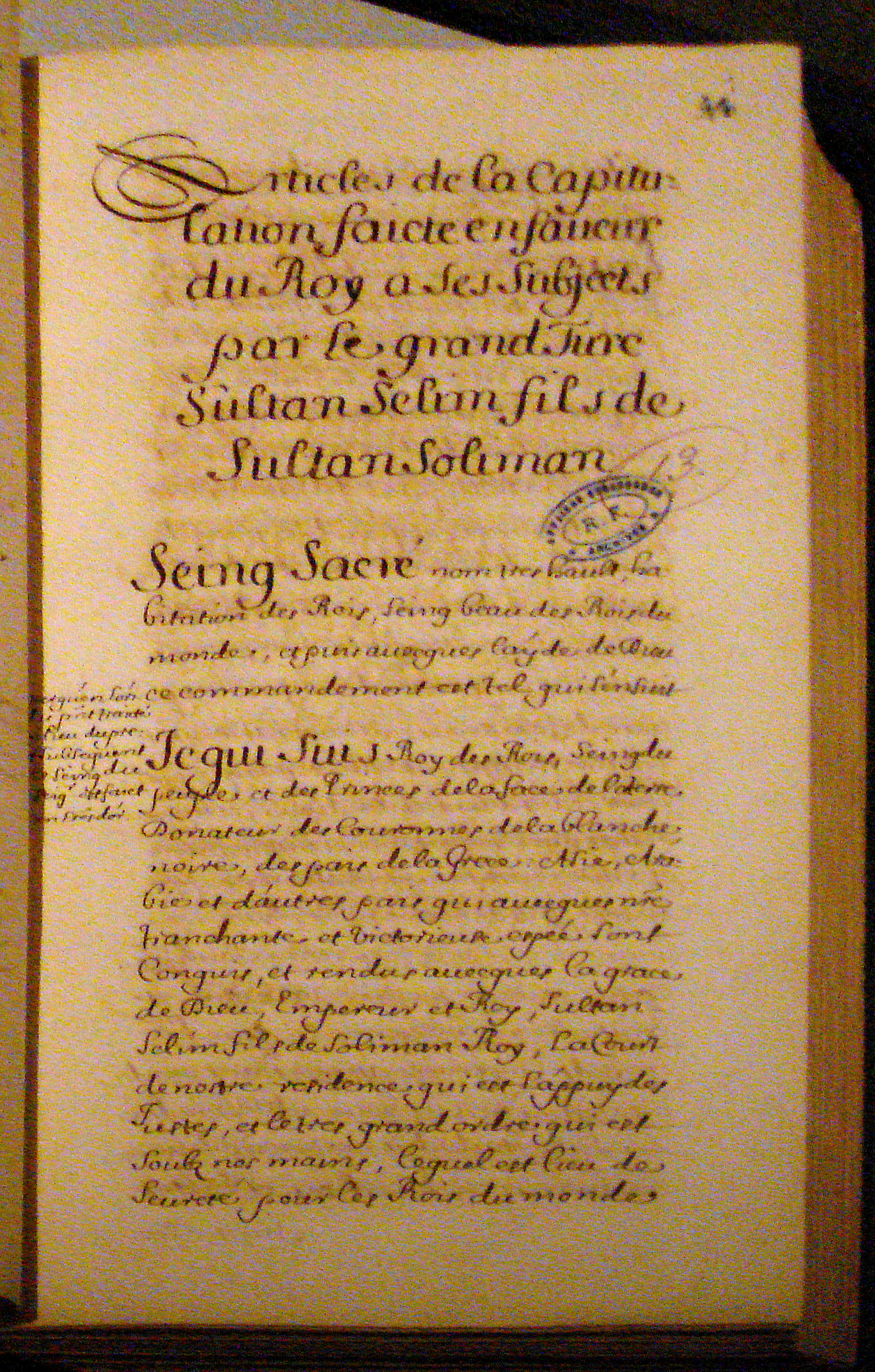
Copia dell'accordo di capitolazione del 1569 tra Carlo IX di Francia e Selim II.

Durante il regno di Luigi XIV, i missionari moltiplicarono ed estesero il campo delle loro attività. A seguito del suo sostegno, la tolleranza spesso precaria in cui si dibatteva l'esistenza delle missioni, fu riconosciuta ufficialmente nel 1673 quando, il 5 giugno, Mehmed IV non solo confermò le capitolazioni precedenti di garantire la sicurezza dei pellegrini e dei religiosi a guardia del Santo Sepolcro, ma sottoscrisse quattro nuovi articoli con i quali riconosceva tutti i benefici ai missionari. Il primo decretava in via generale «che tutti i vescovi e altri religiosi della setta latina (cfr. Millet) che sono sudditi francesi, qualunque sia la loro condizione, sono in tutto il nostro impero come sono stati fino ad ora, e possono svolgere le loro funzioni, e nessuno gli può arrecare danno o ostacolarli nelle loro attività»; gli altri assicuravano il tranquillo possesso delle loro chiese, esplicitamente ai gesuiti e cappuccini, e in generale «per i francesi a Smirne, Porto Said, Alessandria, e in tutte le altre porte dell'Impero ottomano».
Il regno di Luigi XIV segnò l'apogeo del protettorato francese sulle missioni in Oriente, non solo per i missionari latini di tutte le nazionalità, ma anche per i capi di tutte le comunità cattoliche, a prescindere dalla nazionalità o dal rito, che si appellavano al Grand Roi e alla protezione dei suoi ambasciatori e consoli presso la Sublime porta e i pascià, ottenendo protezione dai loro nemici. Anche se i missionari furono a volte in termini così amichevole con il clero non cattolico tanto da essere autorizzati a predicare nelle loro chiese, i rapporti tra le varie chiese cristiane erano di solito molto tesi. In diverse occasioni i patriarca greci e armeni non uniati, si dimostrarono dispiaciuti nel vedere una gran parte dei loro fedeli abbandonarli per i sacerdoti romani. Ciò convinse il governo turco, che con vari pretesti, decise di vietare tutte le forme di proselitismo da parte di questi ultimi, ma i rappresentanti di Luigi XIV operarono con successo contro questa cattiva volontà.
All'inizio del regno di Luigi XV la preponderanza dell'influenza francese nei confronti della Sublime porta si manifestò anche nella delega conferita ai francescani, che erano protetti dalla Francia, di riparare la cupola del Santo Sepolcro: ciò significò il riconoscimento del loro diritto di titolarità su di esso come superiore rispetto alle richieste dei greci e degli armeni.
Nel 1723 i patriarchi orientali riuscirono ad ottenere dal sultano un decreto che vieta ai loro sudditi cristiani di abbracciare la religione romana e il divieto per i religiosi latini di avere qualsiasi contatto con greci, armeni e siriani con il pretesto di istruirli. La diplomazia francese cercò, a lungo invano, di ottenere la revoca di questa misura. Alla fine, come ricompensa per i servizi resi alla Turchia durante le sue guerre con la Russia e l'Austria (1736-1739), i francesi riuscirono nel 1740 ad ottenere il rinnovo delle capitolazioni, con aggiunte che esplicitamente confermarono il diritto del protettorato francese, e almeno implicitamente garantivano la libertà di apostolato cattolico. Dagli ottantasette articoli del trattato firmato il 28 maggio 1740, il sultano Mahmud I dichiarò: «I vescovi ed i soggetti religiosi dell'imperatore di Francia che vivono nel mio impero saranno protetti nell'esercizio del loro ufficio, e nessuno potrà loro impedire di praticare il proprio rito secondo il loro uso nelle chiese in loro possesso e negli altri posti in cui abitano; e, quando i nostri sudditi sono in rapporto con i francesi allo scopo di vendere, acquistare, e altre attività, nessuno può molestarli in violazione delle leggi sacre».
Nei successivi trattati tra la Francia e la Turchia le capitolazioni non sono state ripetute alla lettera, ma sono ricordate e confermate (ad esempio nel 1802 e 1838). I vari regimi che succedettero alla monarchia di Luigi IX e di Luigi XIV mantennero tutti i privilegi e, di fatto, il privilegio antico della Francia per la protezione dei missionari e delle comunità cristiane d'Oriente. La spedizione nel 1860 inviata dall'imperatore Napoleone III per fermare il massacro dei maroniti era in armonia con il ruolo antico della Francia, e sarebbe stata più importante se la sua opera di giustizia fosse stata più completa.

## Abolizione del regime capitolare
Dopo la guerra italo-turca (1911-12), con la sottoscrizione del trattato di pace di Ouchy, l'Italia si impegnò ad attivarsi per la soppressione dell'istituto delle capitolazioni di cui beneficiavano i sudditi delle potenze europee (artt. 6 e 8). Il 9 settembre 1914, il governo imperiale notificava alle potenze europee interessate la decisione di abolire il regime delle capitolazioni a partire dal 1º ottobre 1914.
La prima guerra mondiale vide combattere su fronti opposti Italia e Francia da un lato e l'Impero ottomano dall'altro. Dopo la sconfitta militare dell'Impero ottomano, il 19 gennaio 1919, gli alti commissari delle tre potenze alleate, l'italiano Sforza, il francese Amet e il britannico Webb, fecero pervenire al governo di Costantinopoli una nota nella quale si precisava che il regime capitolare costituiva oggetto di accordi internazionali modificabili solo con il consenso di tutte le parti contraenti; essi non potevano quindi riconoscere la disdetta unilaterale disposta della Sublime porta nel 1914.
Durante l'occupazione greca di Smirne (1919-21) si verificarono continue violazioni del regime delle capitolazioni da parte - stavolta - del governo ellenico, il quale nel corso del 1921 decise di estendere la giurisdizione della corte marziale ellenica di Smirne ai reati di diritto comune, da chiunque commessi, attribuendole così la competenza a giudicare anche i cittadini stranieri.
La completa abolizione delle capitolazioni in Turchia fu sancita dal trattato di Losanna, firmato il 24 luglio 1923 dalla Repubblica Turca, l'Impero britannico, la Francia, l'Italia, il Giappone, la Grecia, la Romania ed il Regno di Jugoslavia; specificatamente, l'articolo 28 del trattato sanciva: «Ognuna delle Alte Parti contraenti accetta, per quanto la riguarda, la completa abolizione delle Capitolazioni in Turchia sotto ogni aspetto».. La delegazione turca, tuttavia, si impegnò a mantenere alcune garanzie per gli stranieri con la sottoscrizione di una "convenzione sullo stabilimento e la competenza giudiziaria", conclusa in pari data e di una "dichiarazione relativa all'amministrazione giudiziaria".
In Egitto l'abolizione fu concordata con la stipula della convenzione di Montreux dell'8 maggio 1937 e, pertanto, dopo un periodo transitorio di dodici anni, le capitolazioni si estinsero definitivamente nel 1949.